# Цзыхэ (государство)
Цзыхэ (кит. 子合国) — историческое государство в Западном крае, на Памире, в восточной части Малого Памира, к юго-востоку от города Яркенд (Шачэ), на юге современного уезда Каргалык округа Кашгар Синьцзян-Уйгурского автономного района Китая. Согласно «Хоу Ханьшу» при Восточной Хани вошло в состав Шулэ.
По мнению большинства исследователей, государство в этом районе известно с глубочайшей древности, но под разными названиями. В «Ханьшу» («Истории Старших Ханей») оно зарегистрировано как государство Сие. В «Повествовании о государстве Сие» сообщается: «Князь государства Сие именуется Цзыхэ (子合王), его резиденция находится в долине Хуцзянь (呼鞬谷). До Чанъаня 10 250 ли. Семей — 350, человек — 4 тысячи. Отборного войска — 1000 человек. В северо-восточном направлении до резиденции наместника 5046 ли. На востоке граничит с Пишань, на юго-западе — с Уча, на севере — с Сочэ, на западе — с Пули. Пули и Инай, а также государство Улэй одного рода с Сие. Сие отличается от хусцев, его народ относится к цянам и ди, является подвижным государством. Вслед за скотом кочуют туда и сюда в зависимости от наличия воды и травы. В земле Цзыхэ добывается нефрит». В источниках имя князя Цзыхэ рассматривают как второе название государства. В «Хоу Ханьшу» («Истории Младших Ханей») государство так и называется — Цзыхэ: «Государство Цзыхэ, живут в долине Хуцзянь. До Шулэ (Кашгар) 1000 ли. Семей — 350, человек — 4 тысячи. Отборного войска — 1000 человек.» Название государства встречается и в «Фо го цзи» Фасяня. Государство Цзыхэ локализуется в районе современного города Каргалык в западной части Кашгарии. Эта локализация была предложена уже давно, о ней в 1914 году писал Рётай Хатани в своей работе «Буддизм в Западном крае» (西域之佛教). В «Хоу Ханьшу» есть и «Повествование о государстве Сие», в котором, в частности, говорится: «В „Ханьшу“ ошибочно говорится, что Сие и Цзыхэ — это одно государство. Сейчас каждое имеет своего князя.». Это критическое замечание составителей «Хоу Ханьшу», по-видимому, свидетельствует о том, что во время существования государства Раннее Хань два родственных, но самостоятельных племени были объединены под властью князей из племени цзыхэ. Позднее племени сие удалось избавиться от господства племени цзыхэ, что нашло отражение в «Хоу Ханьшу», где оно представлено как самостоятельное государство.
В «Лоян цзялань цзи» упоминается государство Чжуцзюйбо, в которое Сун Юнь прибыл после непродолжительной остановки в Хотане. В «Тайпин юйлань» сообщается: «Чжуцзюйбо. В „Тундянь“ говорится, что государство Чжуцзюй стало сноситься во время существования государства Позднее Вэй. Также называется государство Чжуцзюйпань. Это государство Цзыхэ, существовавшее во время государства Хань. Ныне оно объединяет земли четырех государств — Сие, Пули, Инай и Дэжо.» Дэжо — небольшое государство (кочевое племя), которое находилось к западу или северо-западу от Хотана в бассейне реки Яркенд и с которым граничило Цзыхэ. В «Бэй ши» (Хронике северных государств) сообщается: «Государство Сицзюйбань — это древнее государство Сие, по-другому называется Цзыхэ. Его князь именуется Цзы, резиденция в Хуцзянь. Находится к западу от Хотана. До Дай 12 970 ли. В начале эры правления Тай-янь (435—439) прислали посла с подарками. После этого послы с данью стали прибывать непрерывно.»